# Монети Ногайського улусу
Монети Ногайського улусу почали карбуватися беклярбеком Ногаєм в першій половині 70-х років XIII ст. у містах Сакча, Ак-Кермані, Солхаті та Тирновському царстві. Після його смерті у 1300 році карбувалися монети його сином Чаком, пізніше джучидами Токтою та Узбек-ханом. Карбувалися срібні дирхами (з 1310 данги) та мідні пули (фуллари, або фоллари). Також карбувалися мідні монети у генуезьких колоніях Подунав'я. Останні монети датовані 1316 (1320) роком і карбувалися за часів Узбек-хана.

## Історія
У 1260 році нащадок половецького племені Тенгріанських жреців, онук хана Котяна, беклярбек Улусу Джучі Ногай, в поселеннях нижнього Дунаю (Подунав'я) заснував Ногайський улус зі столицею у місті Сакча. У 1300-х роках, після смерті Ногая, улус припиняє своє існування. Землі Ногая на недовгий період потрапляють в управління його сина Чака, під керуванням джучида Токти-хана (1291–1312). З 1301 року, після смерті Чака, хани не залишали своїх намісників — територія управлялася місцевими володарями під контролем джучидів. У другому десятилітті XIV ст. території Ногая були доєднані до Кримського улусу.
Перші мідні монети почали карбуватися з 1270-х роках наслідуючи візантійські мідні монети під сюзеренітетом Ногая. У 1286—1296, 1301—1313 роках карбувалися срібні та мідні монети ханів Улус Джучі. У 1308—1312 роках карбувалися мідні монети генуезької синьйорії. У другому десятилітті XIV в. карбувалася мідна емісія «синьйорії за візантійською традицією» під сюзеренітетом золотоординського хана та мідні імітації монет джучидів і ногайців.

## Монетний двір у Сакчі

### Дирхами та данги

Карбування у Сакчі. Дирхама. Чака

Срібні дирхами Сакча (араб. ساقجي) почали карбуватися в 90-х роках XIII ст. за часів правління Ногая.
- 1) ½ дирхама. 1291 (690 рік Гіджри) рік. На аверсі у крапковому чотирикутнику легенда в 3 рядки: «Шанування Аллаха та його послідовника справедливого Ногай-хана». На реверсі в крапковому чотирикутнику тамга Бату, позначення монетного двору та рік карбування. З боків чотирикутників віньєтки. Вага — 0,5-0,7 гр[4].
- 2) Недатований дирхам (Бл. 1290—1310). На аверсі знак, схожий на лілію, з боків легенда: «Хан справедливий Ногай» (араб. ٮوغٮای العاٮل خان). На реверсі 2 тамги дому Бату та позначення монетного двору: «Шанування Аллаху. Сакчи» (араб. ٮاقچی العز لله). Існують також різновиди з однією тамгою Бату над лілією. Вага — 1,2-1,4 гр.
- 3) На аверсі в подвійному лінійному колі коло з крапок, в полі монети лінійна легенда з трьох рядків: «Султан аль-Муаззан Чака-хан» (араб. چكا خان الاعطم السلطاب). На реверсі в крапковому чотирикутнику з легенда з 3 рядків, з боків віньєтки: «Карбування Сакчі аль-Махруса» (араб. المحروسة ساقچی ضرب).
- 4) Дирхам. На аверсі легенда в 3 рядки. На реверсі тамга дому Бату, під нею зірка, з боків надписи. Під тамгою зображення барса крокуючого вправо. Існують різновиди з барсом крокуючим вліво.
- 5) Дирхам. На аверсі легенда в 3 рядки. На реверсі тамга дому Бату, під нею зірка, з боків надписи. Під тамгою зображення птаха крокуючого вправо.
- 6) Дирхам. 1299—1301. На аверсі вершник зі стягом на коні, праворуч латинська літера «Р» над зіркою. На реверсі в колі тамга Ногая, по колу монети позначення імені та титулу латинськими літерами.
- 7) Данг. 1311—1313 (710—712 рр.Г.). На аверсі в крапковому колі надписи, на реверсі в крапковому чотирикутнику[5].

### Пули

Карбування у Сакчі. Пул. Ногай 1291 (690 р.Г) рік

Мідні пули почали карбуватися за часів Ногая та його сина Чака (1273—1301/2)
- 1) Мідні пули Сакчі 1273—1286 років карбувалися з зображенням трьоногої тамги Ногая, яка сполучалася з кільцем над нею. На реверсі карбувався візантійський надпис «ІС ХС». Відомі також різновиди з надписом «ІС ХС NIKA».
- 2)  1273–1285/6, 1291. На реверсі зображувався стилізований двоголовий орел[6].
- 3) На аверсі в трикутнику легенда, з боків легенда. На реверсі в трикутнику тамга Бату. В центрі трикутника позначення місця карбування.
- 4) На аверсі в трикутнику легенда, з боків легенда. На реверсі 2 тамги дому Бату. В центрі розміщена лілія.
- 5) На аверсі в чотирикутнику стилізоване зображення морди тварини. На реверсі тамга дому Бату, з боків позначення монетного двору[7].
- 6) На аверсі розміщена 8-променева розета. На реверсі тамга Ногая та позначення монетного двору.
- 7) На аверсі складний орнамент. На реверсі тамга Ногая та позначення монетного двору.
- 8) 1286—1301. Сонце з людським обличчям. На реверсі тринога тамга Ногая зі сполученим колом вгорі, з боків позначення монетного двору[8].
- 9) Часи правління Ногая, Чака, Токти та Узбека. 1291—1312. Анонімний пул. Двонога тамга дому Бату, навколо неї легенда: «Карбування у Сакчі» (араб. ساقجي ﺿﺭﺏ) На реверсі в чотирикутнику зображення лева крокуючого вліво. Існують також різновиди з головою лева в чотирикутнику[3].

## Монетний двір у Ак-Кермані
За часів правління Менгу-Тимура (1269–1282) на берегах Чорного моря розбудовувались нові міста Ак-Керман, Кілія, Тавань, Азак та ін. Під час існування Ногайського улусу в поселеннях Ак-Керман та Кара-керман (турецька назва Ачі-Кале), знаходились оборонні фортеці. Фортеця Ак-керман будувалася на залишках грецького міста Тіра. У 1288 році Ногай, не маючи чим сплатити військам в боротьбі з іншими чингізидами, продав місто генуезьким торговцям. Під час походу Узбек-хана на Крим місто на декілька років опинилося під управлінням джучидів. Після його смерті знову повернувся під управління генуезців. Наприкінці XIV століття Ак-Керман потрапив до складу Молдовського князівства. В 1944 році місто Ак-Керман отримало назву Білгород-Дністровський. Сучасне місто Білгород-Дністровський знаходиться в Одеській області на Дністровському лимані у 18 км від Чорного моря. 

### Дирхами та данги

Карбування в Ак-Кермані, ½ Дирхама Ногай, бл. 1270-1290 рр.

В період з 1270—1290 роки карбувалися срібні фракції дирхамів з позначенням монетного двору Ак-Керман (араб. آق كرمان). На аверсі в потрійному колі (зовнішні лінійні, середній крапковий) серед крапок зображено стилізовану тамгу Ногая. На реверсі в подібних колах легенда:«Карбування у Ак-Кермані» (араб. آق كرمان ﺿﺭﺏ).
В 1316 (деякі дослідники схиляються до думки, що рік на монеті зазначений як 719 (1320) за Гіджрою) році карбувалися срібні данги з позначенням монетного двору Ак-Керман. На аверсі позначалося ім'я хана Узбека, на реверсі монетний двір.

## Монетний двір у Солхаті
Докладніше Монетні двори Криму
Під час панування на Криму Золотої Орди у середині ХІІІ ст. (бл. 1255 року) в столиці улус-юрта Солхаті, почав функціонувати монетний двір (дарабхан). У 1291 році за допомогу в поваленні джучида Тула-Буга, Ногай отримав від хана Токти право на співуправління в Солхаті (араб. صلغات). 

### Дирхами

Карбування в Криму, дирхам, Ногай-Токта (1291-1297)

Бл. 1291—1298 роках карбувалися срібні дирхами Ногая двох типів:
- 1) На аверсі в подвійному лінійному колі (поміж ними крапкове) в полі легенда в 3 рядки : «Хан / Правосудний / Токта». На реверсі в крапковому колі шестидуговий картуш, в центрі якого тамга дому Бату, під нею тамга Ногая. З боків надпис: «Карбування Криму» (араб. قرم ﺿﺭﺏ).
- 2) На аверсі в крапковому полі легенда в 3 рядки: «Хан / Правосудний / Ногай». На реверсі в крапковому колі шестидуговий картуш, в центрі якої тамга дому Бату. З боків від тамги позначення монетного двору (Крим), під тамгою шестикутна зірка[13][14].

### Пули

Карбування в Солхаті, пул, Ногай-Токта (1291—1312)

За часів золотоординського хана Токти карбувалися мідні пули в період з 1291—1312 (690—713 рр.Г.) роки. На аверсі в подвійному лінійному колі зображувалось сонце з людським обличчям, між внутрішнім і зовнішнім колом геометричні лінії, що імітують сонячне проміння. На реверсі амга дому Бату, над нею тамга Ногая. Зліва від тамги надпис: «Карбування», праворуч «Солхат». Також існують і варіанти мідних монет із позначенням монетного двору «Крим» (араб. قرم). 

## Монетний двір Тирновського царства
У 1185 році, після повстання царів Болгарського царства (Тирновське царство) Петра, Івана Асеня та Калояна проти Візантійської імперії, відновлено було незалежність царства. У 1242 році Болгарія, під час монгольської навали, потрапила під контроль Золотої Орди. У 1285 році держава потрапляє під управління темника Ногая. У 1299 році син хана Ногая — Чака займає болгарський трон під контролем джучида Токти. Повставши проти Тохти Чака оголосив себе царем Болгарії. У 1301 році, у результаті повстання болгарів на чолі з Феодором Тертером, Чака був убитий, а його голову було відправлено хану Токті. Місце на болгарському престолі зайняв Феодор. У 1322 році, після смерті царя, в результаті кризи від Болгарського царства відокремлюється частина держави під назвою Добруджанське князівство. У 1371 році від Тирновського царства відокремилася частина під назвою Відінське царство. У 1396 році Болгарське царство було завойоване османами включно з незалежними державами. Тирновському царству османами було надане право на обмежене самоуправління.

### Дирхами

Карбування в Болгарському царстві, дирхам, Чак-Токта

Під час недовгого правління Чака (1299—1300), під керуванням джучида Токти, в Болгарському царстві карбувалися  анепіграфічні дирхами. На аверсі в потрійному колі (середній крапковий) в трикутнику тамга Чака — малий трикутник з колом на верхньому куті. В центрі тамги зірки та крапки. З боків трикутника віньєтки. На реверсі в потрійному колі (середній крапковий) у п'ятикутній зірці зображувалась тамга дому Бату. В сегментах зірки — крапки. З боків віньєтки.

## Генуезькі колонії Подунав'я

### Монетний двір у Вікіна
Точне місце знаходження міста Вікіна невідоме. Дослідники припускаються думки, що воно знаходилось поміж генуезькими колоніями Кілією-Веке та Бреїлою на півночі Добруджа. Перші згадки про місто належать Анні Комніній, де у своїх записах за 1148 рік вона згадує місто під назвою Біцина (лат. Bitzina). У 1261 році, згідно Німфейського договору генуезцям було надане право вести торгівлю на землях Західного Причорномор'я. Наприкінці XIV ст. місто потрапило під візантійський контроль. Після візантійсько-генуезької війни 1348—1349 років вплив візантійців на землях Нижнього Дунаю припинився, тоді як Вікіна перебувала у війнах поміж монголами та болгарами, а пізніше з турками. Занепад Вікіні привів до створення колонії в Бреїлі, та Кілії-Веке.

#### Фоллари

Карбування у Вікіні (Генуезька колонія), фоллар

На початку 60-х років румунським дослідником Е. Обреландером знайдені монети на території фортеці Енісала з надписами були визначні як карбування Вікіни. Він припустив, що літери «VI» ліворуч від тамги і позначають назву міста. За реконструкцією даних монет він визначив, що вони карбувалися в 1308—1312 (707—711 рік Гіджри) роках в період правління хана Токти (1291–1312). Деякі дослідники схиляються до думки, що місто Сакча мала і іншу назву, і карбовання фолларів віднесене ним до цього міста. Але враховуючи малу кількість знахідок подібних монет, дослідники не дійшли спільної думки. На аверсі монет зображувалася тамга дому Бату, ліворуч латинські літери «VI». На реверсі в лінійному колі лотаринзький хрест, із боків літери «S/A/T/Y». Вага — 1,2-1,4 гр..